# Acraea hecqui
Acraea hecqui är en fjärilsart som beskrevs av Berger 1981. Acraea hecqui ingår i släktet Acraea och familjen praktfjärilar. Inga underarter finns listade i Catalogue of Life.